# Віборг (муніципалітет)
Віборг (дан. Viborg) — муніципалітет у регіоні Центральна Ютландія королівства Данія. Площа — 1408,7 км². Адміністративний центр — місто Віборг.

## Населення
У 2012 році населення муніципалітету становило 93 819 осіб.